# Mainhattan

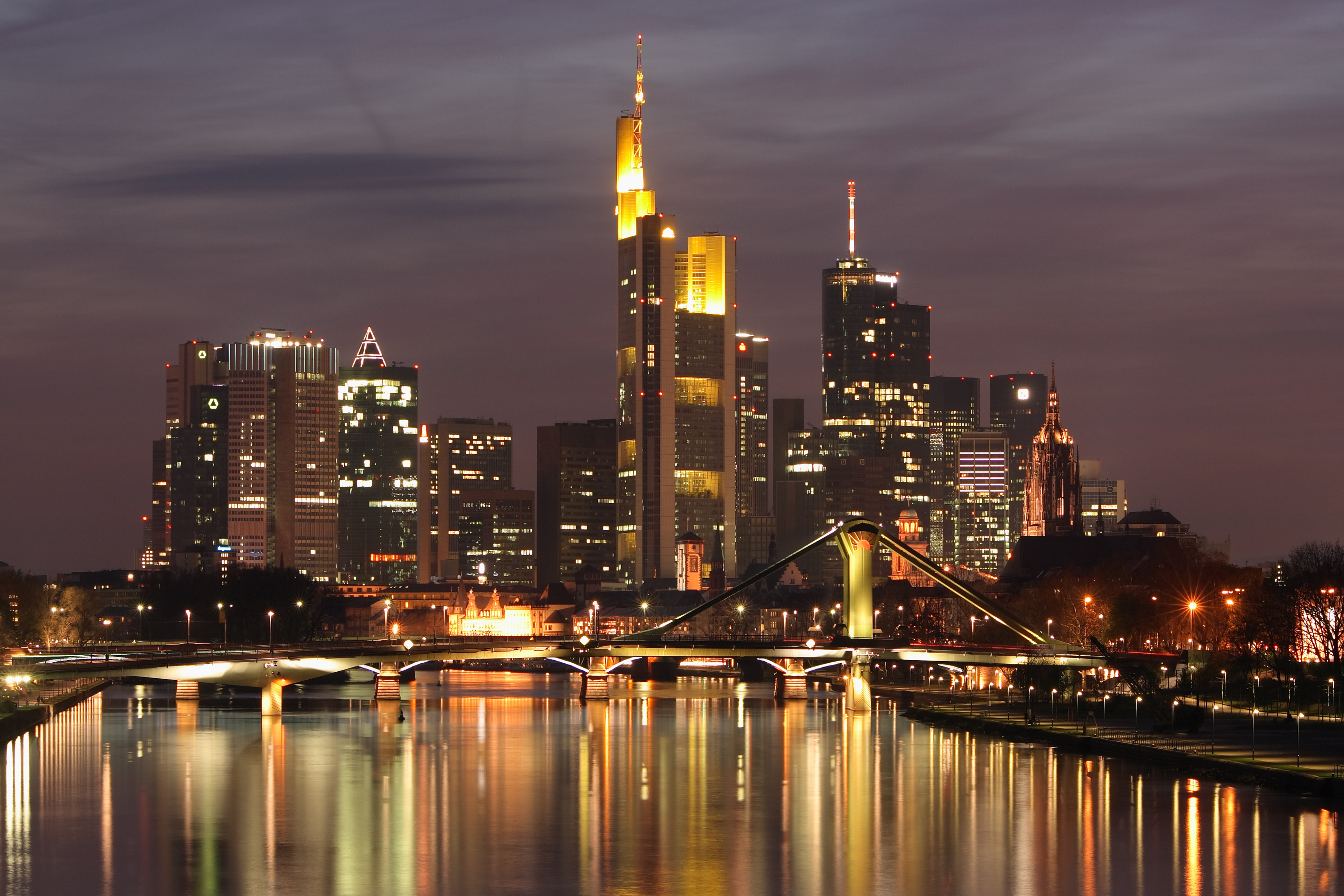
Mainhattan

Mainhattan é uma grande zona de arranha-céus de escritórios na cidade alemã de Frankfurt, faz referência a Manhattan, o distrito de Nova York, onde se situa a maior quantidade de arranha-céus por quilômetro quadrado do mundo, é chamada desta forma por esse motivo e também porque o rio Main atravessa a cidade, disso vem Mainhattan. Mainhattan conta com o segundo arranha-céu mais alto da Europa com 259 metros de altura, Commerzbank Tower, que coroa a cidade, mas não é o único, MesseTurm, o segundo arranha-céu mais alto da cidade é ligeiramente menor, com 257 metros de altura. Frankfurt é a capital financeira da União Europeia, sendo hoje sede de numerosos bancos e empresas. 

## História
Em Mainhattan foram erguendo-se arranha-céus com o passar dos anos. Eurotower foi o primeiro arranha-céus de Mainhattan com mais de 140 metros de altura, 145, foi construído em 1977, fez-lhe o relevo, Silver Tower, construída tão só 1 ano depois e com 166 metros se converteu na mais alta, daí já passou diretamente a MesseTurm, de 257 metros de altura construída em 1990, e depois à mais alta Commerzbank Tower. 

## Galeria

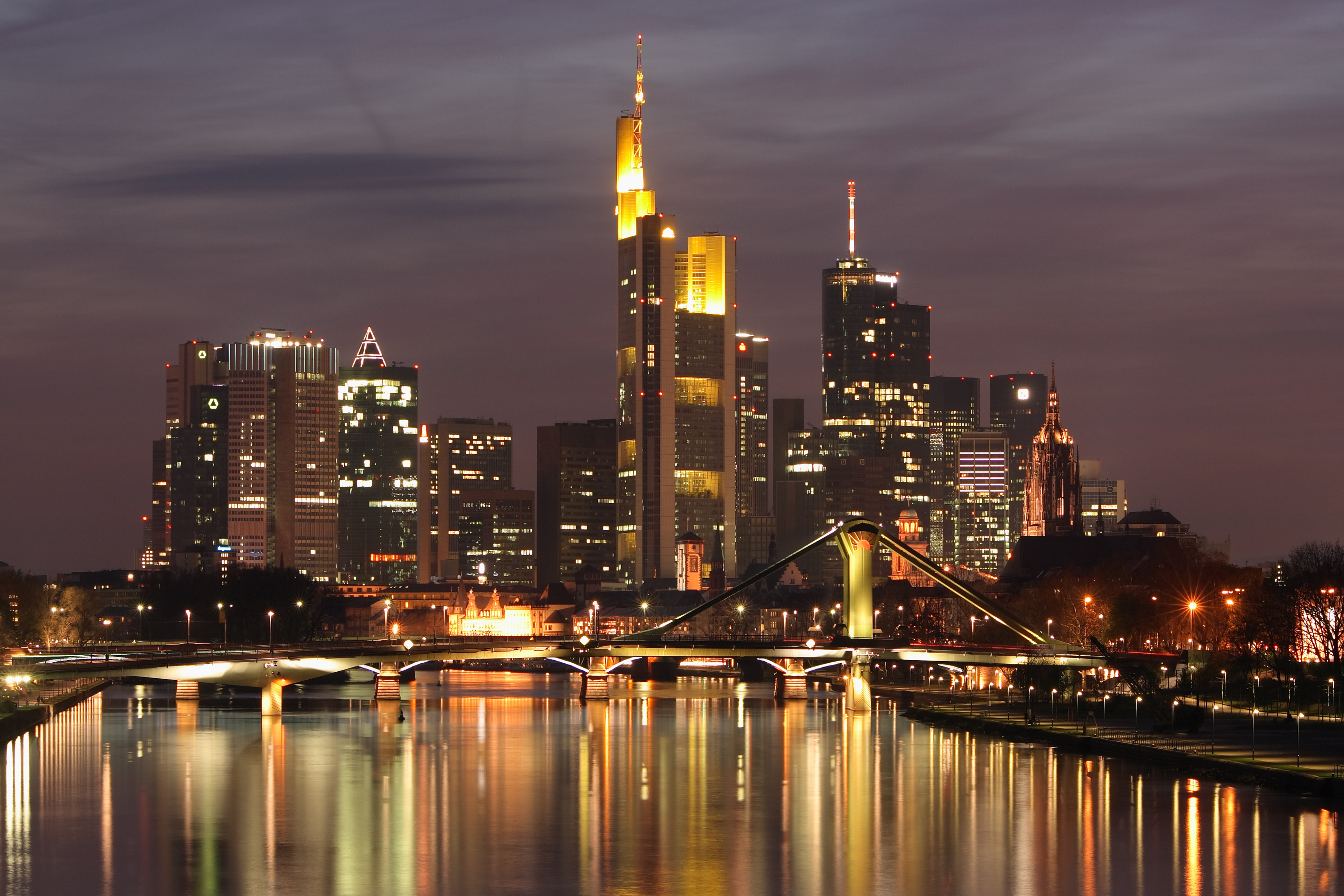
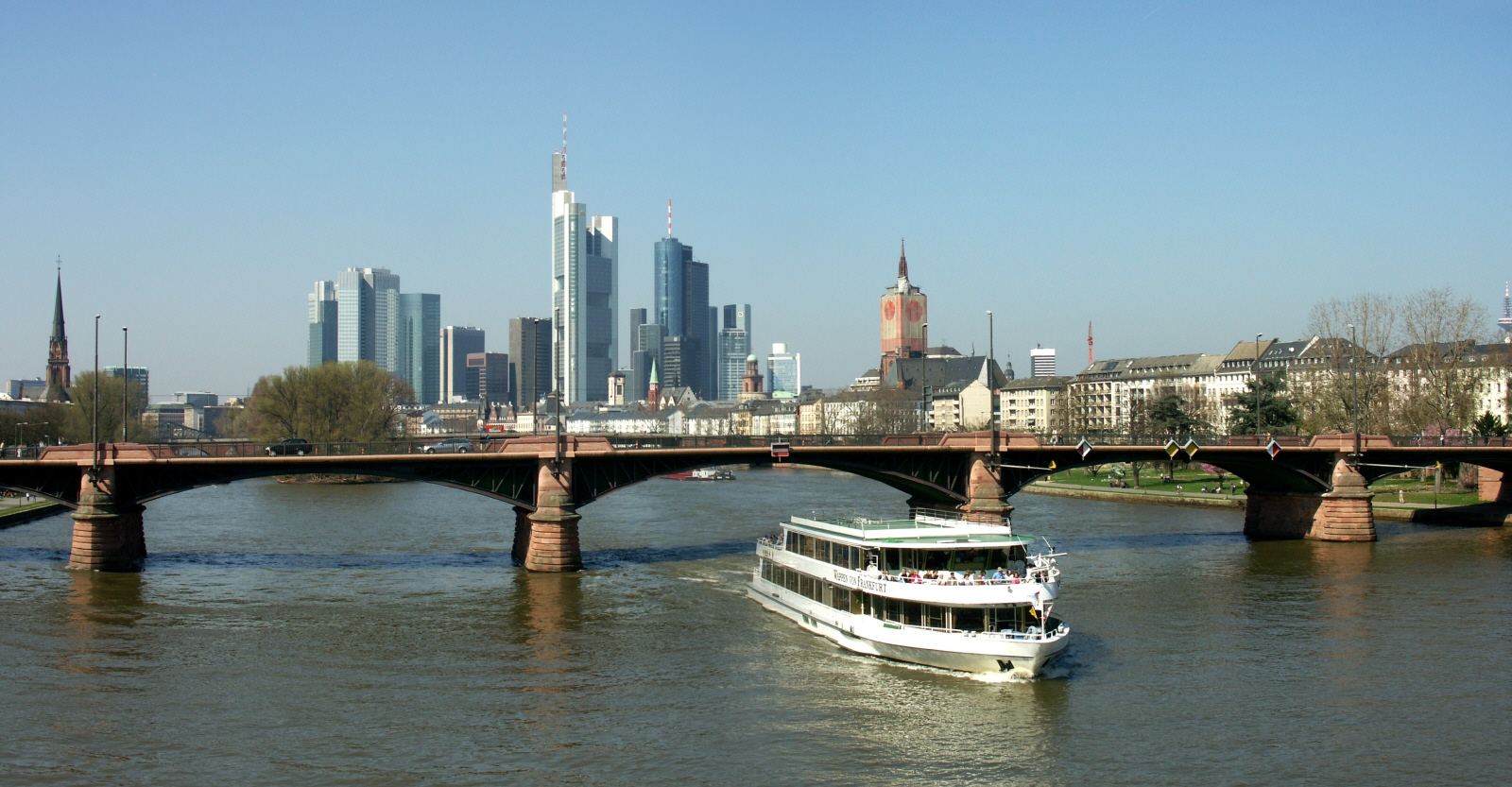
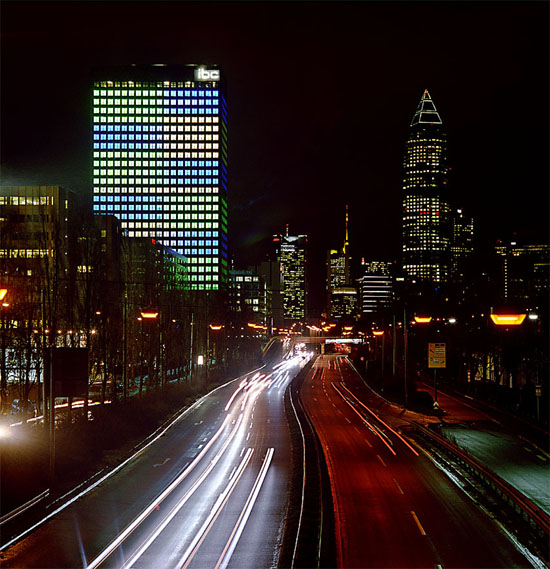
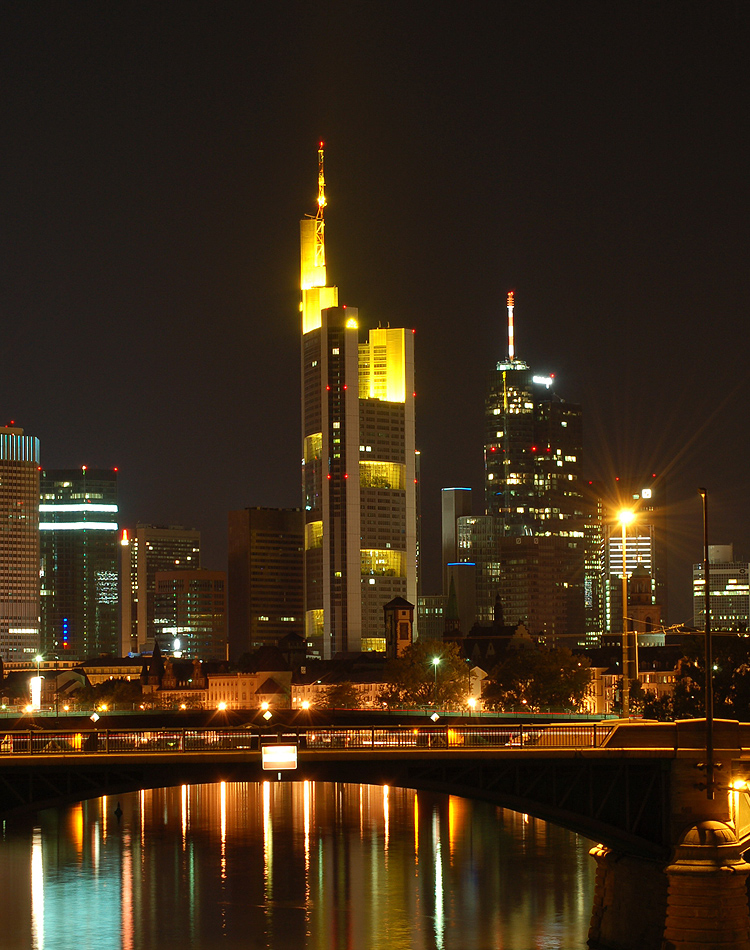
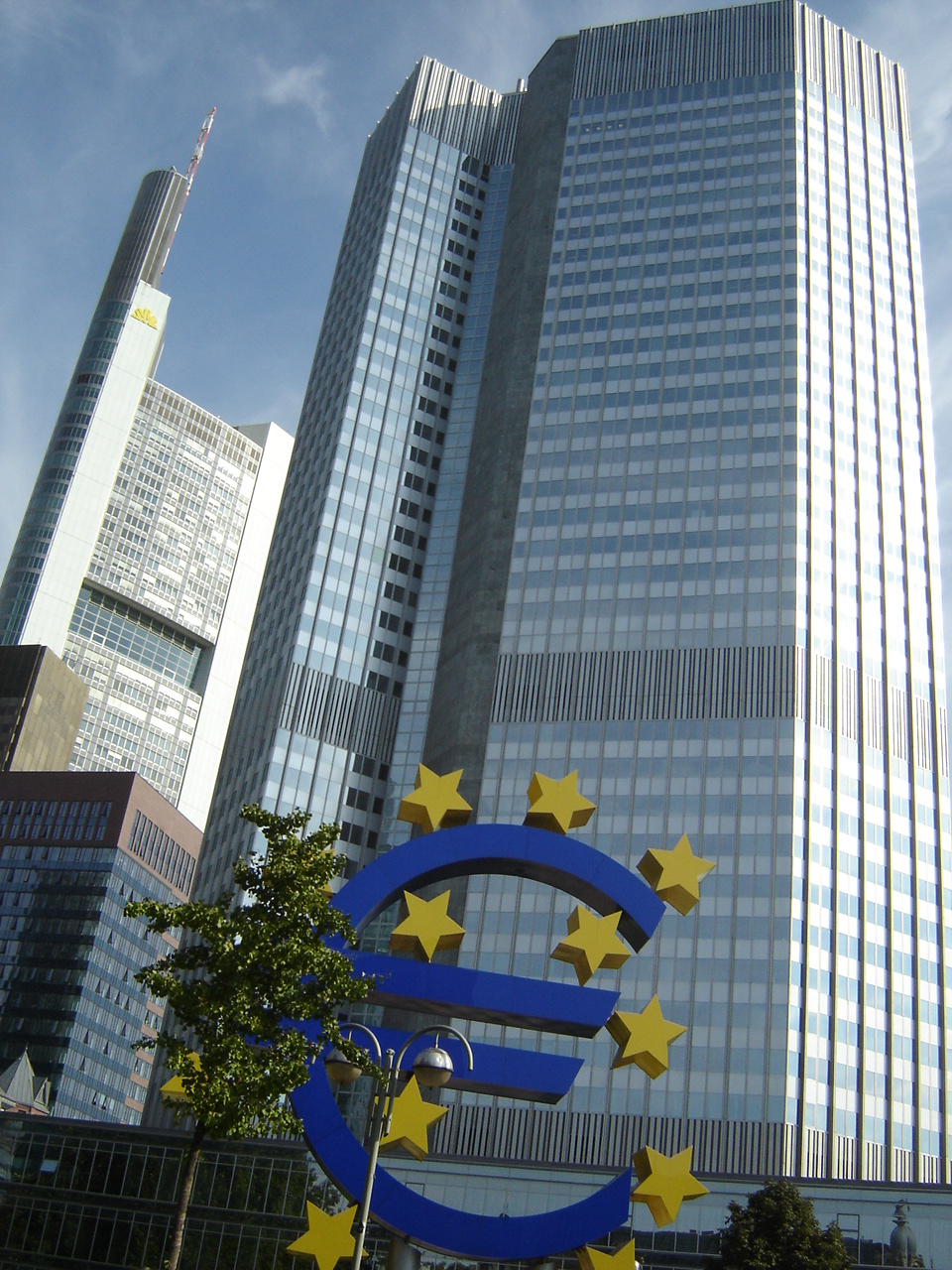
Eurotower
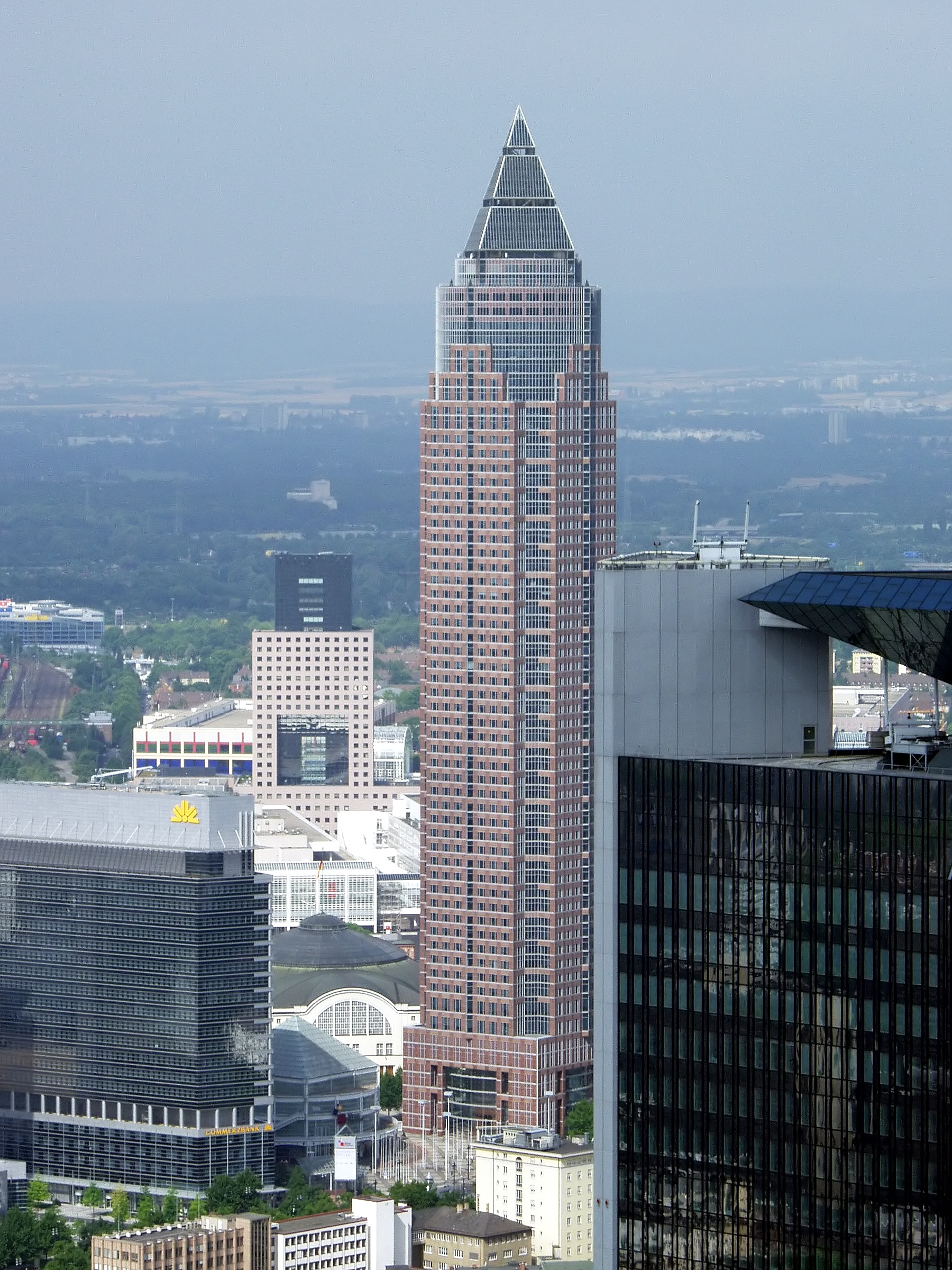
Messeturm
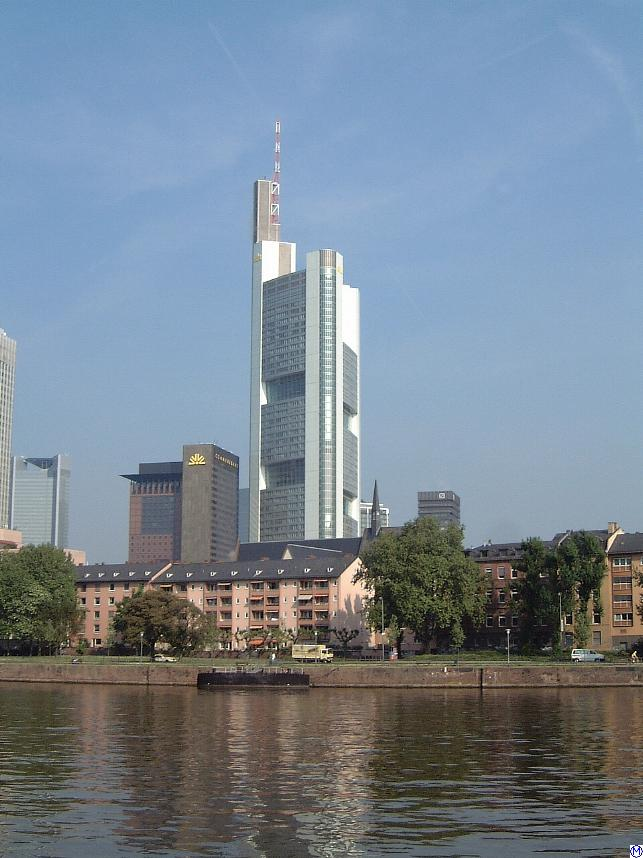
Commerzbank Tower
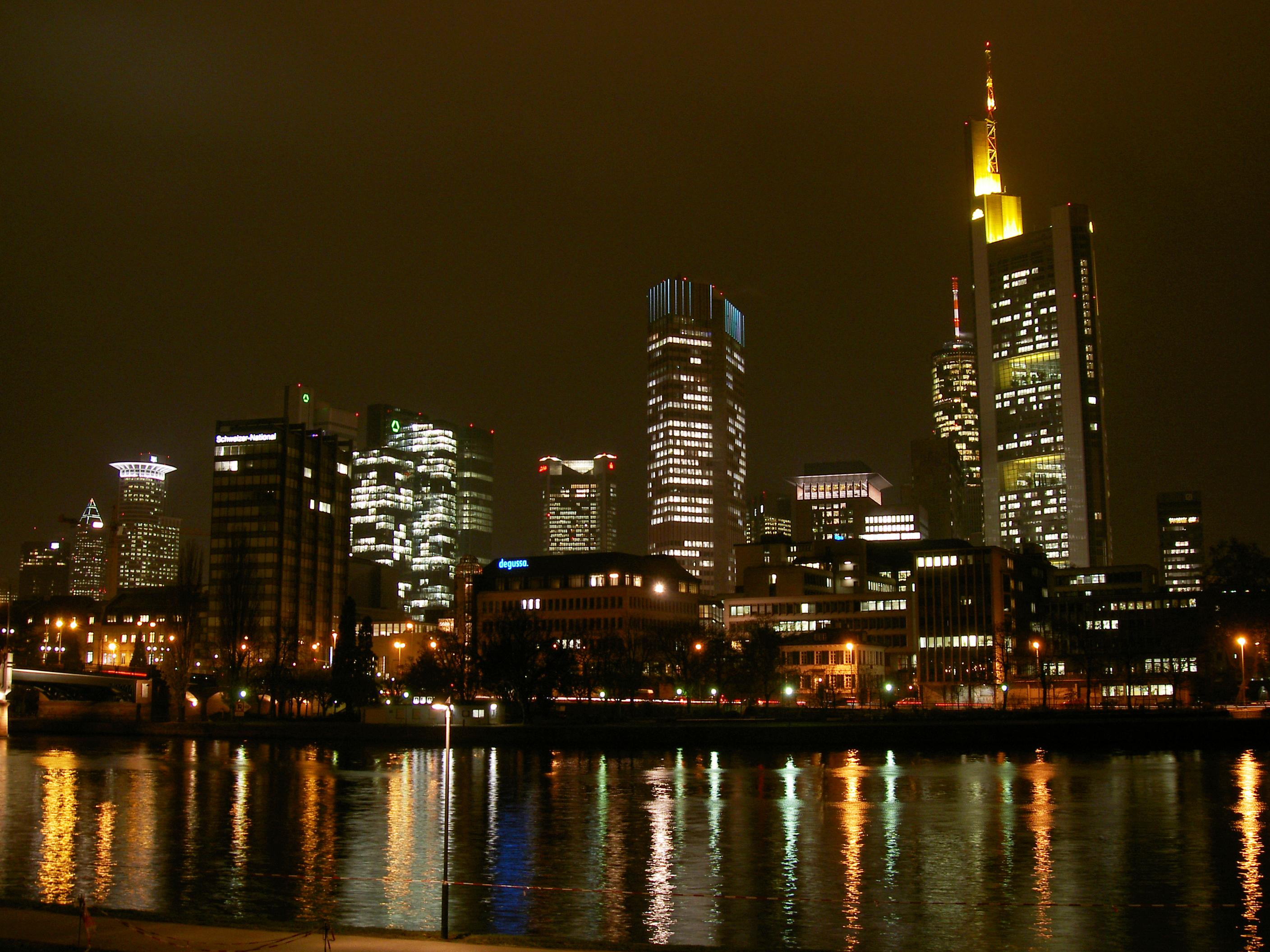